# Insert (filme)
Insert é uma instalação de arte-vídeo e curta-metragem experimental portuguesa de 2010, realizada, escrita e produzida por Marco Martins e Filipa César. A obra, protagonizada por Joana Barrios e Mónica Calle, retrata o exílio interno de homossexuais, forçadas a trabalhar na produção de sal.
A obra foi apresentada originalmente no seu formato de instalação, a 2 de fevereiro de 2010, a propósito da exposição dos projetos finalistas ao Prémio BES Photo 2010 no Museu Coleção Berardo do Centro Cultural de Belém, onde foi premiada. Insert foi exibida também em vários festivais internacionais de cinema, como o Festival IndieLisboa, que lhe atribuiu o prémio de Melhor Realizador.

## Sinopse
Castro Marim era o local para onde pessoas homossexuais, condenadas por "desvios sexuais", eram enviadas para um exílio interno. O trabalho forçado nas salinas procura transformar pecado em produção de sal. Uma jovem condenada encontra-se presa entre memórias remanescentes, uma descoberta de seu corpo e uma experiência sexual com outra mulher. A paisagem torna-se cenário de um encontro proibido.

## Equipa técnica e artística
- Realização: Filipa César e Marco Martins.[5]
- Produção: Marco Martins e Filipa César.
- Fotografia: Marco Martins.
- Montagem: Filipa César.
- Intérpretes: Joana Barrios e Mónica Calle.
- Assistente de realização: António Ribeiro.
- Assistente de produção: Mónica Lima.

## Produção

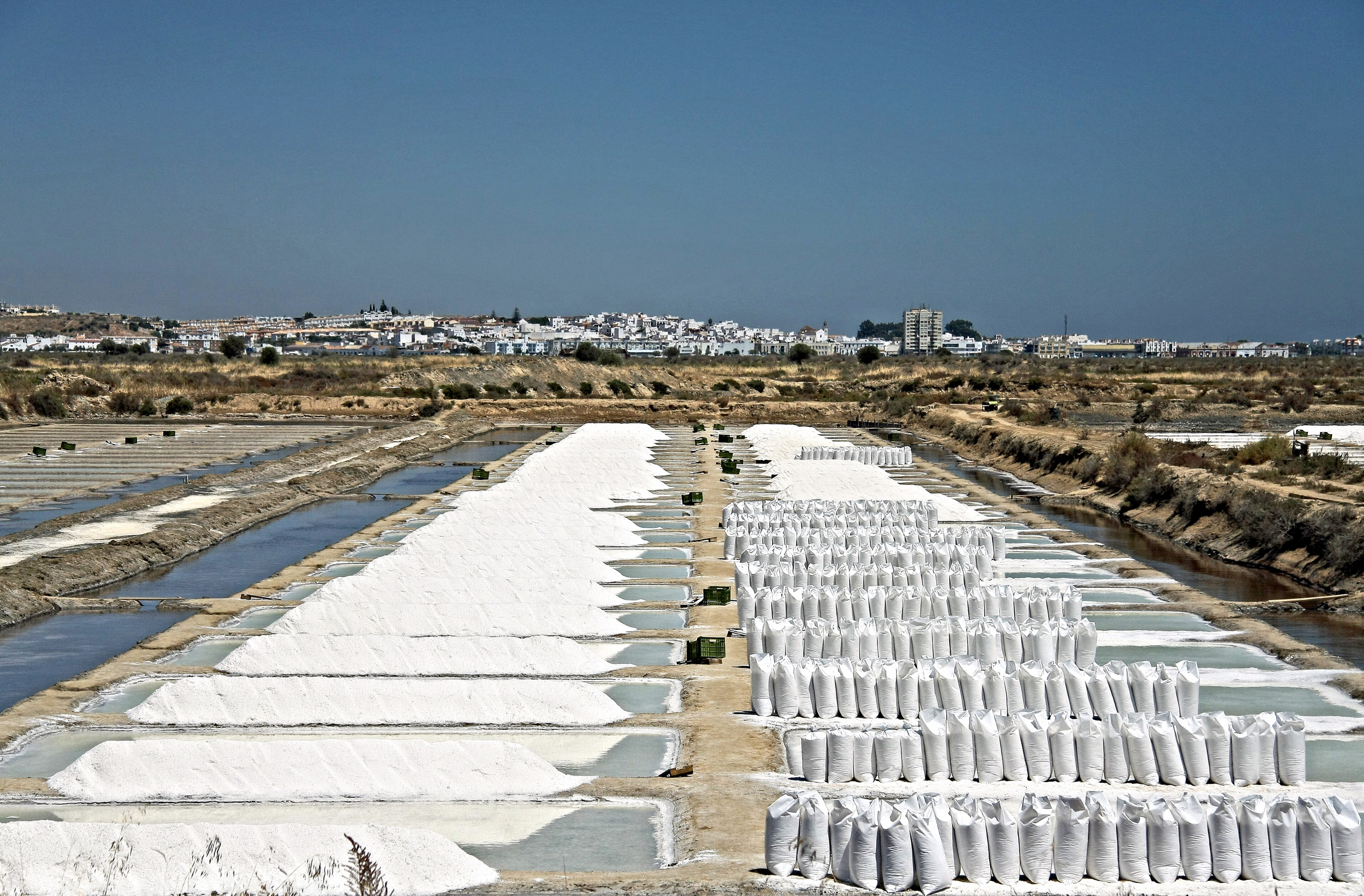
Insert foi rodado nas salinas de Castro Marim.

Filipa César concebeu Insert como parte de Memograma, uma instalação com um total de 40 minutos de duração, constituída por uma série de fotografias e dois filmes, que aborda a história de Castro Marim, conhecida mais pela produção de sal, do que como local de desterro e trabalhos forçados. Insert foi rodado em 16mm e transferido para formato HD Cam. Ao ser escolhida como vencedora do prémio de fotografia BES Photo, a instalação recebeu um apoio financeiro de 25 mil euros da Bes Arte & Finança, que permitiu a sua distribuição em circuitos de cinema.

## Temas e estética
Insert explora noções de margem e rizoma, materializando-as nas montanhas de sal em Castro Marim, lugar de transgressão pelo modo como as personagens inscrevem os seus corpos e respondem aos seus desejos lésbicos. Estes conceitos são apresentados de modo abstrato, enaltecido pela característica found footage do filme. A obra inspira-se na abordagem em As Lágrimas Amargas de Petra von Kant (1971), de Rainer Werner Fassbinder, ao processo de censura. Marco Martins e Filipa César colocam a descoberto idênticos procedimentos de silenciamento, da censura fascista do Estado Novo e, consequentemente, as possibilidades de resistência na atualidade.

### Continuidade artística
O trabalho de Filipa César contemporâneo de Insert demonstra uma coerência com uma análise do passado político português. Com a obra Le Passeur (2008) trabalha testemunhos de indivíduos que, durante o Estado Novo, ajudavam outros a saltar a fronteira. Em Memograma (2010) e Porto 1975 (2010) mantém um posicionamento no mesmo período político.
Depois da experiência em Insert, Marco Martins tornaria a produzir uma instalação de vídeo multicanal. Em 2013, com o artista italiano Michelangelo Pistolletto realiza Twenty-One-Twelve: The Day the World Didn’t End, uma obra exibida no Museu do Louvre, integrando a retrospetiva Year One - Earthly Paradise, e no MAXXI – Museu Nacional das Artes do Século XXI.

## Distribuição
A instalação Insert foi apresentada originalmente a 2 de fevereiro de 2010, na exposição da sexta edição do Prémio BES Photo, no Museu Coleção Berardo do Centro Cultural de Belém. Ainda que a obra não tenha sido pensado como entidade autónoma, acabaria por ser exibida em festivais de cinema e mostras, dos quais se destacam:
- Festival Internacional de Cinema de Roterdão (Países Baixos, janeiro de 2011);[7]
- IndieLisboa - Festival Internacional de Cinema Independente (Portugal, maio de 2011);[16]
- Curtas Vila do Conde (Portugal, julho de 2011);[17]
- Femina - Festival Internacional de Cinema Feminino (Brasil, julho de 2011);
- Rencontres Audiovisuelles Festival International du Court Metrage de Lille (França, outubro de 2011);
- Festival de Cinema Luso-Brasileiro (Portugal, dezembro de 2011);[18]
- International Kurzfilmtage Oberhausen (Alemanha, maio de 2019);
- Queer Lisboa (Portugal, setembro de 2019);[19]
- Queer Porto (Portugal, outubro de 2019).[20][21][22]

## Receção

### Audiência
Aquando a sua distribuição, a curta-metragem foi vista por um total de 1.217 espetadores.

### Premiações
Apresentam-se de seguida as nomeações e premiações de Insert:
| Ano  | Premiação           | Categoria                 | Trabalho                             | Resultado       | Ref.   |
| ---- | ------------------- | ------------------------- | ------------------------------------ | --------------- | ------ |
| 2010 | Prémio BES Photo    | Prémio BES Arte e Finança | Filipa César                         | Venceu          | [ 24 ] |
| 2011 | IndieLisboa         | Melhor curta-metragem     | Insert, Marco Martins e Filipa César | Indicado        | [ 25 ] |
| 2011 | IndieLisboa         | Melhor realizador         | Marco Martins e Filipa César         | Venceu          | [ 25 ] |
| 2012 | Prémios Sophia 2012 | Ficção                    | Insert, Marco Martins e Filipa César | Pré-selecionado | [ 26 ] |